# Симия (син на Андромен)
Вижте пояснителната страница за други личности с името Симия.
Симия (на старогръцки: Σιμμίας, Simmias; † 330 г. пр. Хр.) е офицер на македонския цар Александър Велики през IV век пр. Хр.
Той е вторият от четирите сина на Андромен от Тимфея.  Неговите братя са Аминта († 330 г. пр. Хр.), Атал († 336 г. пр. Хр.) и Полемон († сл. 316 г. пр. Хр.). Той и по-малките му братя са взети от цар Филип II в македонския двор в Пела, където стигат до важни позиции. Брат му Аминта е през 333 г. пр. Хр. генерал на македонския цар Александър Велики.
Той участва в похода на Александър в Азия. Според Ариан през 332 г. пр. Хр. брaт му Аминта е изпратен да събира войска в Македония. Тогава Симия поема неговата войска и я командва в битката при Гавгамела 331 г. пр. Хр. Според Диодор и Курций Руф командването поема по-опитният Филип (син на Балакър). 
Аминта се връща едва през късното лято 331 г. пр. Хр. с подсилваща войска за Александър и поема отново командването на своята част. След една година Аминта умира и третият брат Атал поема командването, понеже Симия е вече умрял или е сметнат за неподходящ за командир.